# Melanophilharmostes pseudoposthi
Melanophilharmostes pseudoposthi är en skalbaggsart som beskrevs av Renaud Maurice Adrien Paulian 1977. Melanophilharmostes pseudoposthi ingår i släktet Melanophilharmostes och familjen Hybosoridae. Inga underarter finns listade i Catalogue of Life.